# Neckera beyrichii
Neckera beyrichii là một loài rêu trong họ Neckeraceae. Loài này được Schwägr. mô tả khoa học đầu tiên năm 1827.